# Scottish Open 1966
Die Scottish Open 1966 waren die 47. Austragung dieser internationalen Meisterschaften von Schottland im Badminton. Sie fanden Anfang des Jahres in Edinburgh statt.

## Finalresultate
| Disziplin    | Sieger                           | Finalist                     | Ergebnis          |
| ------------ | -------------------------------- | ---------------------------- | ----------------- |
| Herreneinzel | Lee Kin Tat                      | Oon Chong Hau                | 15–8, 15–11       |
| Dameneinzel  | Angela Bairstow                  | Jenny Horton                 | 10–11, 11–3, 11–4 |
| Herrendoppel | Roger Mills David Horton         | Mac Henderson Oon Chong Hau  | 15–10, 15–4       |
| Damendoppel  | Angela Bairstow Margaret Barrand | Jenny Horton Iris Rogers     | 15–10, 15–9       |
| Mixed        | Tony Jordan Jennifer Horton      | John Havers Margaret Barrand | 15–6, 17–16       |